# Britney (álbum)
Britney é o terceiro álbum de estúdio da cantora e compositora estadunidense Britney Spears, lançado em  31 de outubro de 2001 pela Jive Records. Querendo se afastar do estilo teen pop presente em seus dois primeiros álbuns, ...Baby One More Time (1999) e Oops!... I Did It Again (2000), Spears começou a explorar sons significativamente mais maduros em Britney. A sonoridade do álbum incorpora gêneros de pop e R&B com influências de EDM, além de elementos de disco, hip hop, rock e electronica. As letras exploram temas como a chegada da fase adulta, controle, sexualidade e relacionamentos. As contribuições para a sua produção vieram de uma variedade de colaboradores, incluindo os colaboradores de longa data Max Martin e Rami Yacoub. A própria Spears assumiu um papel mais proeminente no desenvolvimento do álbum, co-escrevendo seis de suas faixas. O álbum está relacionado com o longa-metragem estrelado por Spears, Crossroads (2002), no qual estiveram presentes três canções do projeto.
Britney recebeu avaliações mistas pelos críticos de música pop contemporânea, que elogiaram a progressão musical de Spears, mas criticaram a sua imagem cada vez mais provocadora O álbum foi um sucesso global e estreou na primeira posição da Billboard 200, vendendo 746 mil cópias em sua primeira semana, tornando Spears a primeira artista feminina a ter seus três primeiro álbuns de estúdio a estrear no topo do gráfico, um recorde que a própria quebraria posteriormente com seu quarto álbum de estúdio, In the Zone (2003). O álbum foi indicado ao prêmio de Melhor Álbum Vocal de Pop no 45.º Grammy Awards. Com mais de 16 milhões de cópias vendidas mundialmente, Britney é um dos álbuns mais vendidos do século XXI.
Britney produziu seis singles. "I'm a Slave 4 U", o carro-chefe, alcançou o top dez em 20 países. "Overprotected" também conquistou sucesso internacional. "I'm Not a Girl, Not Yet a Woman", "I Love Rock 'n' Roll" e "Boys" alcançaram o top dez em múltiplos países, porém não obtiveram desempenho significante nos Estados Unidos, ao passo que "Anticipating" foi lançada como single exclusivamente na França, ao invés de "I Love Rock 'n' Roll". Para seu lançamento promocional, a canção "Boys" foi retrabalhada em um remix com Pharrell Williams e divulgada simultaneamente como single de Britney e da trilha sonora do filme Austin Powers in Goldmember (2002), no qual a cantora fez uma participação especial. Ainda para promover o álbum, Spears embarcou em sua quarta turnê mundial, Dream Within a Dream Tour, que começou em novembro de 2001 e terminou em julho de 2002.

## Antecedentes
"Este é o primeiro álbum que eu realmente escrito e levado meu tempo, então quando eu realmente ouvir o álbum inteiro, será muito mais especial. Eu não sei se eu sou a melhor compositora do mundo, mas eu tinha que fazer muita diversão
e espero ficar melhor e crescer."

Spears falando sobre sua experiência de composição para Britney.
Em maio de 2000, Spears lançou seu segundo álbum de estúdio, Oops!... I Did It Again. Spears trabalhou com produtores como Rodney Jerkins, David Krueger e Max Martin. Depois de seu lançamento, Oops! ...  I Did It Again se tornou um sucesso internacional, e chegou ao número um na Billboard 200, como quase todos os álbuns de Spears, com exceção de Blackout, que figurou em #2 no chart.. O primeiro single do álbum, "Oops!... I Did It Again" se tornou um dos singles mais vendidos de todos os tempos.
Ao gravar sua primeira faixa, Spears queria uma "geração mais velha para pegar nele", acrescentando que ela "teve que mudá-lo e rezar para que as pessoas pensem que é legal". Ela afirmou que ela a escolheu para o auto-título do álbum, porque a maioria do seu conteúdo descreve quem ela é. Spears gravou vinte e três faixas para o lançamento, vários dos quais ela co-escreveu com a ajuda de Brian Kierulf e Josh Schwartz. Ela acrescentou que, pessoalmente, escrevendo o álbum e desenvolver o seu conceito fez o projeto "ser muito mais especial", como a elaboração de suas intenções de "melhorar e crescer" como compositora.
Spears trabalhou com uma variedade de colaboradores, incluindo produtores de hip hop como Rodney Jerkins e The Neptunes, que fez o registro "louco e funk", e colegas da música pop, como Max Martin e seu então namorado Justin Timberlake. Ela comentou que, inicialmente, se sentia estranha e nervosa trabalhando com Timberlake, dizendo que ela estava acostumada com o processo sendo "parecido com o trabalho". Spears trabalhou com Missy Elliott e Timbaland, mas suas faixas não estiveram na lista final de faixas devido a conflitos de agenda.

## Composição
Britney incorpora estilos pop com influências de dance pop e R&B. O álbum abre com o seu primeiro single, "I'm a Slave 4 U". A canção apresenta uma influência de pop urbano e R&B, e tem sido comparado a "Nasty Girl", de Vanity 6. Spears comentou que sobre a letra da canção: "É apenas sobre mim querendo sair e esquecer quem eu sou e dançar por um bom tempo". "Overprotected" foi conhecida por ter estilos de europop e aborda  um tema de uma garota [Britney] que está cansada de ser manipulada. Liricamente, "Lonely" vê uma menina passando de um romance problemático depois de ser enganada e manipulada.. A balada de piano soft rock "I'm Not a Girl, Not Yet a Woman" aborda detalhes sobre as lutas emocionais que meninas adolescentes enfrentam durante a experiência da puberdade. "Boys" incorpora estilos de R&B e hip hop, e foi criticado por David Browne, do Entertainment Weekly como "taxa de corte dos anos 80 de Janet Jackson". "Anticipating", faixa com influências de disco, discute a amizade e camaradagem entre as mulheres.
O cover de Spears para a canção "I Love Rock 'n Roll", que ficou famosa na voz de Joan Jett & the Blackhearts, tem influências do estilo pop rock, comparada com a interpretação original, que tem influências de hard rock. "Cinderella" reflete sobre uma garota que deixou seu namorado depois que ele falhou para apreciar seus esforços na relação. "Let Me Be" vê Spears pedindo para ser confiável como uma adulta e para ser conferida suas próprias opiniões. "Bombastic Love" discute o amor, onde Spears acha que o romance vai acontecer "exatamente como em um filme". Da mesma forma, a penúltima faixa, "That's Where You Take Me" discute detalhes sobre a alegria que ela recebe a partir de uma relação emocionalmente gratificante. O álbum fecha com "What It's Like To Be Me", que foi co-escrita e co-produzida pelo então namorado de Spears, Justin Timberlake. Spears canta sobre um homem que deve ser a "figura [ela] para fora" para "o [seu] homem".

## Singles
"I'm a Slave 4 U" foi lançado como o primeiro single do álbum Britney em 24 de setembro de 2001, mesmo dia em que estreou o polêmico clipe. O vídeo foi dirigido por Francis Lawrence nos dias 1 e 2 de setembro de 2001 e estreou através da série Making the Video, e foi polêmico por mostrar um lado mais provocante e sensual de Britney Spears. O vídeo recebeu três nomeações no MTV Music Video Awards 2002.
"Overprotected" foi lançada como o segundo single do álbum em 11 de novembro de 2001 digitalmente, e foi muito bem sucedida na Europa. O vídeo original da canção foi dirigido por Billie Woodruff. A versão Darkchid Remix foi lançada em dezembro de 2001, e o teledisco da canção foi gravado nos dias 2 e 3 de março na Califórnia e estreou em 26 de março de 2002, sob a direção de Chris Applebaum. O vídeo da versão original fala sobre Spears vivendo uma garota cercada por paparazzis e querendo ficar sozinha, mas um grupo de adolescentes a interrompe e ela começa a fazer seus passos de dança. O segundo vídeo fala sobre Spears sendo criticada por ser mais sensual, e sendo super protegida por guarda costas. Mas ela e suas amigas enganam o guarda-costas do hotel, quebram a câmera do elevador, enganam um segurança para dirigirem o carro dele e vão sozinhas para uma boate, sem a ajuda de ninguém. O vídeo da versão "Darkchild Remix" é considerado pelos fãs o melhor vídeo de Britney, e fez sucesso na MTV, sendo retirado do TRL, por ser pedido por mais de 50 dias na programação.
"I'm Not a Girl, Not Yet a Woman" foi lançada como o terceiro single do álbum em 5 de fevereiro de 2002, e fez parte do primeiro filme de Spears, Crossroads. O vídeo da canção foi gravado no Antelope Canyon, em Arizona nos dias 16, 17 e 18 de agosto de 2001 sob a direção de Wayne Isham, que viria a trabalhar novamente com Spears no vídeo acompanhante para o segundo single do álbum Blackout, "Piece of Me", e estreou em março de 2002 na série Making the Video, sendo o vídeo mais simples do álbum.
"I Love Rock 'n Roll" foi lançada como o quarto single do álbum, escalado inicialmente como o quarto single do álbum promocionalmente para a Austrália. O single é um cover da canção que ficou famosa na voz de Joan Jett & The Blackhearts. O vídeo foi dirigido por Chris Applebaum, e apresenta Spears cantando a canção num cenário vermelho com cenas intercaladas de Spears no cenário em preto e branco.
"Anticipating" foi lançada como o quinto single exclusivamente na França em 1 de julho de 2002, e é uma canção com influências do estilo disco. A canção não obteve um grande sucesso comercial, atingindo um pico de apenas número trinta e oito. A canção também não teve um vídeo oficial, mas ganhou um vídeo promocional através da performance do single no show de Las Vegas da turnê Dream Within a Dream, de 2002.
"Boys" foi lançada como o sexto single do álbum, internacionalmente, em 2 de agosto de 2002, e possui duas versões: A versão do álbum, que mostra Spears cantando sob vocais sussurrados num estilo de balada, e a versão "The Co-Ed Remix", que traz a participação de Pharrell Williams, um dos produtores do álbum e que se tronou a versão do single. O vídeo de acompanhamento para a canção foi dirigido por Dave Meyers, que já havia trabalhado com Spears no vídeo de "Lucky", e trabalhou novamente com a cantora nos vídeos de acompanhamentos para os singles "Outrageous", de 2004 e "Radar", de 2009. O vídeo mostra Spears em uma festa numa mansão com piscina, e foi retirado do TRL, por ser pedido por mais de 50 dias na programação.

## Promoção

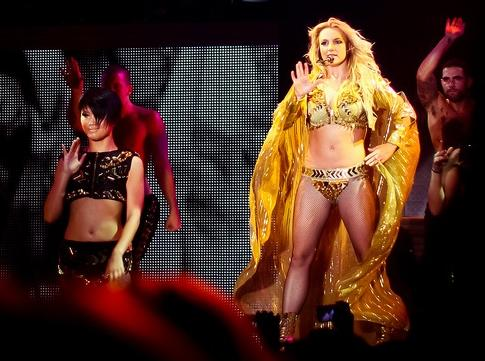
Spears apresentando "Boys" na Femme Fatale Tour, em 2011.

Em 28 de janeiro de 2001, Spears se apresentou no Super Bowl XXXV. Pouco tempo depois, ela apareceu no Total Request Live para estrear o novo material a partir de Britney. Em 6 de setembro, Spears estreou " I'm a Slave 4 U " no MTV Video Music Awards, o desempenho foi criticado por seu uso de um python amarelo como um suporte no palco. Quatro dias depois, ela cantou "I'm a Slave 4 U" no The Rosie O'Donnell Show. Spears foi chamada para executar e realizar uma conferência de imprensa na Austrália em 13 de setembro, no entanto, ela cancelou o evento devido aos ataques de 11 de setembro, dois dias antes, dizendo que a realização da conferência teria sido inadequada. Meses depois, Spears se apresentou no The Tonight Show com Jay Leno. Em novembro, ela se apresentou em seu primeiro concerto especial da HBO na MGM Grand Garden Arena, e Cher se juntou a Spears no palco para a música "The Beat Goes On", que Spears fez um cover da canção em seu primeiro álbum de estúdio, ...Baby One More Time. Apesar disso, Cher não se apresentou junto com Spears devido a conflitos de agenda.
Em dezembro, Spears se apresentou em 2001 no Billboard Music Awards em Las Vegas. No mês seguinte, em janeiro, ela cantou "I'm Not a Girl, Not Yet a Woman" no American Music Awards 2002. Um mês mais tarde, Spears deu entrevistas para o The Frank Skinner Show no Reino Unido e The Saturday Show na Austrália. O filme Crossroads - Amigas Para Sempre estreou em fevereiro de 2002, permitindo Spears promover, simultaneamente, tanto o filme quanto o seu álbum.> Em 2 de fevereiro, ela foi caracterizada como sua personagem do filme e se apresentou no Saturday Night Live. Uma semana mais tarde, ela cantou "I'm Not a Girl, Not Yet a Woman" no All-Star Game da NBA e no The Tonight Show com Jay Leno. Spears também apareceu no Live with Regis & Kelly, The View, e no Grammy Awards 2002 nos EUA, e Wetten, dass ..?, na Alemanha.
Em novembro de 2001, Spears começou a turnê Dream Within a Dream Tour em Columbus, Ohio. O álbum também ganhou um DVD acompanhante, intitulado de Britney: The Videos, lançado a 20 de novembro de 2001, pela Jive Records. Disponibilizado menos de três semanas depois de Britney, os vídeos têm uma seleção de alguns de seus vídeos musicais anteriores, bastidores, comerciais e notáveis performances ao vivo.

## Recepção da crítica
| Críticas profissionais | Críticas profissionais |
| Pontuações agregadas   | Pontuações agregadas   |
| Fonte                  | Avaliação              |
| ---------------------- | ---------------------- |
| Metacritic             | 58/100                 |
| Avaliações da crítica  |                        |
| Fonte                  | Avaliação              |
| The A.V. Club          | (Desfavorável)         |
| Allmusic               | 4.5 de 5 estrelas.     |
| Billboard              | (Favorável)            |
| Entertainment Weekly   | C                      |
| NME                    | 7 de 10 estrelas.      |
| PopMatters             | (Mista)                |
| Rolling Stone          | 2.5 de 5 estrelas.     |

A Metacritic, que atribui uma normalizado classificação de 100 comentários de críticos tradicionais, Britney recebeu uma média de pontuação de 58, o que indica "críticas mistas ou médias", baseado em 13 avaliações. David Browne, do Entertainment Weekly, achou a imagem de Spears cada vez mais provocante de ser natural, observando: "Tem um momento virginal de uma adolescência desajeitada e alguns novos movimentos tentativos". Nikki Tranton, da PopMatters, elogiou a produção das músicas, mas questionou se Spears estava prestes a estabelecer-se como um mulher adulta na indústria da música.
Stephen Thomas Erlewine, da Allmusic deu uma crítica positiva, sentindo que o álbum "esforça-se para aprofundar o jeito pessoal [de Britney]" e prova: "Ela vai saber o que fazer quando o fenômeno teen-pop de 1999-2001 passar para o bem. Da mesma forma, um revisor da Billboard comentou sobre o projeto: "É uma coleção bem variada, totalmente satisfatória". Ted Kessler, da NME, reconheceu a libertação: "O álbum do ano está vindo" e brincou: "Funciona melhor quando fazer um bom queijo pop e sanduíche de dança". Por outro lado, Stephen Thompson, do The A.V. Club, não gostou muito do álbum, opinando: "A música só [não é] pegajosa e que apesar de nem a menina nem mulher, Spears inspira uma raiva em seu próprio crescimento".

## Prêmios e indicações
| Ano  | Prêmiação              | Categoria                          | Resultado | Ref.   |
| ---- | ---------------------- | ---------------------------------- | --------- | ------ |
| 2001 | Billboard Music Awards | Artista do Ano de Álbuns Femininos | Indicado  | [ 37 ] |
| 2003 | Grammy Awards          | Melhor Álbum Vocal de Pop          | Indicado  | [ 38 ] |

## Lista de faixas
| Britney – Edição norte-americana |                                   |                                                             |                                    |         |  |
| N.º                              | Título                            | Compositor(es)                                              | Produtor(es)                       | Duração |  |
| 1.                               | "I'm a Slave 4 U"                 | Chad Hugo Pharrell Williams                                 | The Neptunes                       | 3:23    |  |
| 2.                               | "Overprotected"                   | Max Martin Rami Yacoub                                      | Martin Yacoub                      | 3:18    |  |
| 3.                               | "Lonely"                          | Britney Spears Joshua Schwartz Brian Kierulf Rodney Jerkins | Darkchild Kierulf [a] Schwartz [a] | 3:19    |  |
| 4.                               | "I'm Not a Girl, Not Yet a Woman" | Martin Yacoub Dido Armstrong                                | Martin Yacoub                      | 3:51    |  |
| 5.                               | "Boys"                            | Hugo Williams                                               | The Neptunes                       | 3:26    |  |
| 6.                               | "Anticipating"                    | Spears Schwartz Kierulf                                     | Kierulf Schwartz                   | 3:16    |  |
| 7.                               | "I Love Rock 'n Roll"             | Jake Hooker Alan Merrill                                    | Jerkins                            | 3:06    |  |
| 8.                               | "Cinderella"                      | Spears Martin Yacoub                                        | Martin Yacoub                      | 3:39    |  |
| 9.                               | "Let Me Be"                       | Spears Schwartz Kierulf                                     | Darkchild Kierulf [a] Schwartz [a] | 2:51    |  |
| 10.                              | "Bombastic Love"                  | Martin Yacoub                                               | Martin Yacoub                      | 3:05    |  |
| 11.                              | "That's Where You Take Me"        | Spears Schwartz Kierulf                                     | Kierulf Schwartz                   | 3:32    |  |
| 12.                              | "What It's Like to Be Me"         | Justin Timberlake Wade Robson                               | Robson Timberlake                  | 2:50    |  |
| Duração total:                   | Duração total:                    | Duração total:                                              | Duração total:                     | 39:47   |  |

| Britney – Edição internacional |                           |                          |                   |         |  |
| N.º                            | Título                    | Compositor(es)           | Produtor(es)      | Duração |  |
| 12.                            | "When I Found You"        | Jörgen Elofsson Dan Hill | Peter Kvint       | 3:36    |  |
| 13.                            | "What It's Like to Be Me" | Timberlake Robson        | Robson Timberlake | 2:50    |  |
| Duração total:                 | Duração total:            | Duração total:           | Duração total:    | 43:24   |  |

| Britney – Edição australiana, britânica e japonesa |                           |                                         |                   |         |  |
| N.º                                                | Título                    | Compositor(es)                          | Produtor(es)      | Duração |  |
| 12.                                                | "When I Found You"        | Elofsson Hill                           | Kvint             | 3:36    |  |
| 13.                                                | "Before the Goodbye"      | Spears Brian Transeau Schwartz Kierluff | Transeau          | 3:50    |  |
| 14.                                                | "What It's Like to Be Me" | Timberlake Robson                       | Robson Timberlake | 2:50    |  |
| Duração total:                                     | Duração total:            | Duração total:                          | Duração total:    | 47:14   |  |

| Britney – Edição asiática |                           |                   |                   |         |  |
| N.º                       | Título                    | Compositor(es)    | Produtor(es)      | Duração |  |
| 12.                       | "When I Found You"        | Elofsson Hill     | Kvint             | 3:36    |  |
| 13.                       | "I Run Away"              | Schwartz Kierluff | Kierluff Schwartz | 3:50    |  |
| 14.                       | "What It's Like to Be Me" | Timberlake Robson | Robson Timberlake | 2:50    |  |
| Duração total:            | Duração total:            | Duração total:    | Duração total:    | 47:29   |  |

| Britney – Relançamento europeu e edição digital deluxe |                           |                                   |                   |         |  |
| N.º                                                    | Título                    | Compositor(es)                    | Produtor(es)      | Duração |  |
| 12.                                                    | "When I Found You"        | Elofsson Hill                     | Kvint             | 3:36    |  |
| 13.                                                    | "I Run Away"              | Schwartz Kierluff                 | Kierluff Schwartz | 3:50    |  |
| 14.                                                    | "What It's Like to Be Me" | Timberlake Robson                 | Robson Timberlake | 2:50    |  |
| 15.                                                    | "Before the Goodbye"      | Spears Transeau Schwartz Kierluff | Transeau          | 3:50    |  |
| Duração total:                                         | Duração total:            | Duração total:                    | Duração total:    | 51:22   |  |

| Britney – Edição especial limitada |                                                 |                         |                                             |         |  |
| N.º                                | Título                                          | Compositor(es)          | Produtor(es)                                | Duração |  |
| 12.                                | "When I Found You"                              | Elofsson Hill           | Kvint                                       | 3:36    |  |
| 13.                                | "What It's Like to Be Me"                       | Timberlake Robson       | Robson Timberlake                           | 2:50    |  |
| 14.                                | "Overprotected" (Darkchild Remix Radio Edit)    | Martin Yacoub           | Martin Yacoub Darkchild [b]                 | 3:06    |  |
| 15.                                | "I'm Not a Girl, Not Yet a Woman" (Metro Remix) | Martin Yacoub Armstrong | Mark Taylor                                 | 5:25    |  |
| 16.                                | "I'm a Slave 4 U" (Thunderpuss Radio Mix)       | Hugo Williams           | The Neptunes Chris Cox [b] Barry Harris [b] | 33:18   |  |
| Duração total:                     | Duração total:                                  | Duração total:          | Duração total:                              | 55:53   |  |

| Britney – Edição especial limitada australiana e japonesa |                                                 |                                   |                                 |         |  |
| N.º                                                       | Título                                          | Compositor(es)                    | Produtor(es)                    | Duração |  |
| 12.                                                       | "When I Found You"                              | Elofsson Hill                     | Kvint                           | 3:36    |  |
| 13.                                                       | "Before the Goodbye"                            | Spears Transeau Schwartz Kierluff | Transeau                        | 3:50    |  |
| 14.                                                       | "What It's Like to Be Me"                       | Timberlake Robson                 | Robson Timberlake               | 2:50    |  |
| 15.                                                       | "Overprotected" (Darkchild Remix Radio Edit)    | Martin Yacoub                     | Martin Yacoub Darkchild [b]     | 3:06    |  |
| 16.                                                       | "I'm Not a Girl, Not Yet a Woman" (Metro Remix) | Martin Yacoub Armstrong           | Taylor                          | 5:25    |  |
| 17.                                                       | "I'm a Slave 4 U" (Thunderpuss Radio Mix)       | Hugo Williams                     | The Neptunes Cox [b] Harris [b] | 33:18   |  |
| Duração total:                                            | Duração total:                                  | Duração total:                    | Duração total:                  | 59:03   |  |

| Britney – Edição especial limitada israelense |                                                 |                         |                                 |         |  |
| N.º                                           | Título                                          | Compositor(es)          | Produtor(es)                    | Duração |  |
| 12.                                           | "When I Found You"                              | Elofsson Hill           | Kvint                           | 3:36    |  |
| 13.                                           | "I Run Away"                                    | Schwartz Kierluff       | Kierluff Schwartz               | 3:50    |  |
| 14.                                           | "What It's Like to Be Me"                       | Timberlake Robson       | Robson Timberlake               | 2:50    |  |
| 15.                                           | "Overprotected" (Darkchild Remix Radio Edit)    | Martin Yacoub           | Martin Yacoub Darkchild [b]     | 3:06    |  |
| 16.                                           | "I'm Not a Girl, Not Yet a Woman" (Metro Remix) | Martin Yacoub Armstrong | Taylor                          | 5:25    |  |
| 17.                                           | "I'm a Slave 4 U" (Thunderpuss Radio Mix)       | Hugo Williams           | The Neptunes Cox [b] Harris [b] | 33:18   |  |
| Duração total:                                | Duração total:                                  | Duração total:          | Duração total:                  | 59:03   |  |

| Britney – DVD bônus da edição especial limitada |                                                                  |                  |         |  |
| N.º                                             | Título                                                           | Diretor(es)      | Duração |  |
| 1.                                              | "Britney Talks - Part 1"                                         |                  | 1:26    |  |
| 2.                                              | "I'm a Slave 4 U" (videoclipe)                                   | Francis Lawrence | 3:25    |  |
| 3.                                              | "Britney Talks - Part 2"                                         |                  | 1:52    |  |
| 4.                                              | "Lights, Camera, Action – Overprotected"                         |                  | 4:16    |  |
| 5.                                              | "Britney Talks - Part 3"                                         |                  | 3:14    |  |
| 6.                                              | "I'm Not a Girl, Not Yet a Woman" (videoclipe)                   | Wayne Isham      | 3:20    |  |
| 7.                                              | "Britney Talks - Part 4"                                         |                  | 1:14    |  |
| 8.                                              | "Overprotected" (Darkchild Remix) (videoclipe)                   | Chris Applebaum  | 3:34    |  |
| 9.                                              | "Britney Talks - Part 5"                                         |                  | 0:55    |  |
| 10.                                             | "Making of the Pepsi Commercial - Right Now (Taste the Victory)" |                  | 2:47    |  |
| 11.                                             | "Britney Talks - Part 6"                                         |                  | 1:40    |  |
| 12.                                             | "Britney Weblinks"                                               |                  | 0:30    |  |
| Duração total:                                  | Duração total:                                                   | Duração total:   | 27:41   |  |

Notas
- "I Love Rock 'n Roll" é um cover do single de 1975 de Arrows, que ficou famoso em 1982 com o cover de Joan Jett & the Blackhearts.
- a  - denota um produtor vocal
- b  - denota um produtor adicional

## Desempenho nas tabelas musicais
Britney estreou no número um na Billboard 200, com vendas na primeira semana de 749 mil cópias. Devido à estreia, Spears tornou-se a primeira mulher a ter seus primeiros três álbuns de estúdio no topo da tabela. Ela também ocupou o segundo maior volume de vendas do álbum de estreia de 2001, atrás de Celebrity de 'N Sync, com 1,88 milhões de unidades vendida, embora ficou com a maior venda de estreia da semana entre os artistas do sexo feminino. Depois de atingir um pico no top vinte da tabela nas próximas semanas, Britney vendeu 9 milhões de cópias até 2002.
Internacionalmente, Britney estreou no topo da parada de álbuns do Canadá , com vendas na primeira semana de 344,550 cópias. Mais tarde, vendeu 800,000 cópias no país, uma queda significativa em relação às vendas de ...Baby One More Time e Oops!... I Did It Again. O álbum alcançou a posição número quatro em ambos os japonesa Oricon Albums Chart e do UK Albums Chart. Neste último, foi disco de platina por vendas de 500 mil cópias para o Japão e o Reino Unido. Britney também chegou ao número quatro na Austrália, e foi certificado duplo de platina lá. Em 2002, o álbum foi certificado duplo de platina pela Federação Internacional da Indústria Fonográfica para as transferências de dois milhões de cópias por toda a Europa. Britney vendeu 15 milhões de cópias equivalentes até 2016.
| Chart (2001)                   | Melhor posição |
| ------------------------------ | -------------- |
| Austrian Albums Chart          | 1              |
| Belgian Flemish Albums Chart   | 3              |
| Belgian Walloon Albums Chart   | 7              |
| Canadian Albums Chart          | 1              |
| European Top 100 Albums Chart  | 2              |
| French SNEP Albums Chart       | 2              |
| Finnish Albums Chart           | 19             |
| German Albums Chart            | 1              |
| Hungarian Albums Chart         | 5              |
| Japanese Oricon Albums Chart   | 4              |
| New Zealand RIANZ Albums Chart | 17             |
| Norwegian Albums Chart         | 5              |
| Swedish Albums Chart           | 6              |
| Swiss Albums Chart             | 1              |
| UK Albums Chart                | 4              |
| Billboard 200                  | 1              |

| Chart (2000 - 2009)           | Melhor posição |
| ----------------------------- | -------------- |
| Billboard 2000 Decade-End 200 | 64             |

| País/Continente | Empresa      | Certificação   | Nível | Vendas       |
| América         |              |                |       |              |
| Argentina       | CAPIF        | Platina        | 1     | 40.000       |
| Brasil          | ABPD         | Ouro           | 1     | 150,000      |
| Canadá          | Music Canada | 3× Platina     | 3     | 316.944      |
| México          | AMPROFON     | Platina e Ouro | 1     | 375.000      |
| Estados Unidos  | RIAA         | 4× Platina     | 4     | 5.000.000[*] |
| Venezuela       | APROFON      | 2× Platina     | 2     | 20.000       |
| Europa          |              |                |       |              |
| Áustria         | IFPI         | Platina        | 1     | 20.000       |
| União Europeia  | IFPI         | 2× Platina     | 2     | 2.690.000    |
| Dinamarca       | IFPI         | Ouro           | 1     | 15.000       |
| Finlândia       | IFPI         | Ouro           | 1     | 15.000       |
| França          | SNEP         | Platina        | 1     | 425.000      |
| Bélgica         | IFPI         | Platina        | 1     | 50.000       |
| Reino Unido     | BPI          | Platina        | 1     | 460.000      |
| Espanha         | PROMUSICAE   | Platina        | 1     | 100.000      |
| Suécia          | IFPI         | Platina        | 1     | 80.000       |
| Alemanha        | IFPI         | Platina        | 1     | 300.000      |
| Países Baixos   | IFPI         | Ouro           | 1     | 30.000       |
| Ásia            |              |                |       |              |
| Índia           | IMI          | Platina        | 1     | 20.000       |
| Japão           | RIAJ         | Platina        | 1     | 250.000      |
| Oceania         |              |                |       |              |
| Austrália       | ARIA         | 2× Platina     | 2     | 140.000      |
| Nova Zelândia   | RIANZ        | Ouro           | 1     | 7.500        |

Notas
- ↑ * Desde Março de 2010, o álbum vendeu 4,339,000 milhões de cópias nos Estados Unidos, de acordo com a Nielsen SoundScan,[88][89] com um adicional de 588,000 mil vendidas no BMG Music Clubs.[90] A Nielsen SoundScan não conta as vendas de clubes como os da BMG Music Service, que foram populares na década de 90.[91]

## Prêmios
O álbum Britney concedeu à Spears 20 prêmios, sendo 12 em 2002 e 8 em 2003.
| Prêmio                       | Categoria                                                      |
| ---------------------------- | -------------------------------------------------------------- |
| 2002                         |                                                                |
| Barbie Award                 | Garota Barbie                                                  |
| Cosmopolitan Magazine        | Feminina divertida e destemida do ano                          |
| Emmy Awards                  | Melhor direção (Britney Spears: Live From Las Vegas)           |
| Emmy Awards                  | Melhor especial de televisão (SNL)                             |
| MTV Asia Awards              | Melhor artista feminina internacional do ano                   |
| Neil Bogart Memorial Fund    | Children's Choice Award                                        |
| Popstar! Magazine            | Cantora feminina popstar                                       |
| Rolling Stone Magazine Award | Melhor artista feminina vestida                                |
| Rolling Stone Magazine Award | Melhor artista feminina                                        |
| Teen Choice Awards           | Escolha de artista feminina                                    |
| Teen Choice Awards           | Escolha de artista mais sexy                                   |
| Yahoo!                       | Top artista procurada do ano                                   |
| 2003                         |                                                                |
| Glamour Magazine (UK)        | Mulher do ano                                                  |
| Golden Music Awards          | Melhor vídeo internacional ("I'm Not a Girl, Not Yet a Woman") |
| Hollywood Life Magazine      | 10 artistas mais bem pagos em uma nova Hollywood               |
| Japan Golden Disc Awards     | Melhor artista internacional nova                              |
| Japan Golden Disc Awards     | Melhor vídeo internacional ("I'm Not a Girl, Not Yet a Woman") |
| Popstar! Magazine            | Artista feminina popstar                                       |
| TRL Awards                   | Primeira lady award                                            |
| Yahoo!                       | Top artista procurada do ano                                   |

## Créditos
Abaixo estão listados todos os profissionais que contribuíram para a produção e finalização do álbum Britney, nas categorias arranjos, vocais de apoio, fotografia, produção, engenho, masterização, entre outros. O álbum contém vários produtores novos, entre eles Pharrell Williams, The Neptunes e Justin Timberlake. Créditos adaptados pela Allmusic.
| - Max Martin - produtor, engenheiro de mixagem, guitarra, vocais de fundo - Rodney Jerkins - produtor - The Neptunes - produtor - Rami Yacoub - produtor, engenheiro, mixagem - Wade Robson - produtor - Justin Timberlake - produtor, arranjos vocais, vocais de apoio - Andrew Coleman - engenheiro - Brian Garten - engenheiro - Brad Gilderman - engenheiro - Pablo Munguia - engenheiro - Michael Tucker - engenheiro - Yasu - engenheiro - Jaime Duncan - assistente de engenheiro - Richard G. Johnson - assistente de engenheiro - Marc Stephen Lee - assistente de engenheiro - Charles McCrorey - assistente de engenheiro - Daniel Milazzo - assistente de engenheiro - Tim Roberts - assistente de engenheiro - Ryan Smith - assistente de engenheiro - Rico Tapper - engenheiro assistente - Jill Tengan - assistente de engenheiro - Tom Coyne - masterização | - Stephen George - mistura - Serban Ghenea - mistura - Jean-Marie Horvat - mistura - James Biondolillo - arranjos de cordas - Mark Suozzo - arranjos de cordas - Britney Spears - vocais, vocais de apoio, escrita - Sue Ann Carwell - vocais de apoio - Tyler Collins - vocais de apoio - Albert Hall - vocais de apoio - Damion Hall - vocais de apoio - Nana Hedin - vocais de apoio - Jennifer Karr - vocais de apoio - Maxayne Moriguchi - vocais de apoio - Jeff Pescetto - vocais de apoio - Jason Scheff - vocais de apoio - Chris Thompson - vocais de apoio - Jeanette Olsson - vocais de apoio - Chad Hugo - escrita - Pharrell Williams - participação especial, produtor - Thomas Lindberg - baixo - Esbjörn Öhrwall - guitarra - Nile Rodgers - guitarra - Steve Klein - fotografia |